# Петровская поселковая община
Петровская поселковая община (укр. Петрівська селищна громада) — территориальная община в Александрийском районе Кировоградской области Украины.
Административный центр — посёлок Петрово.
Население составляет 22577 человек. Площадь — 1194,9 км².
Община создана 12 июня 2020 года на территории упразднённого Петровского района.

## Населённые пункты
В состав общины входит 2 посёлка и 36 сёл:
- Посёлок Петрово
- Анновский старостинский округ:
  - Анновка
  - Владимировка
  - Рядовое
- Водянско-Богдановский старостинский округ:
  - Александродар
  - Богдановка
  - Водяное
  - Малая Анновка
  - Маловодяное
  - Новомануйловка
  - Покровка
  - Сабадашево
  - Солдатское
- Зеленский старостинский округ:
  - Зелёное
  - Ивановка
- Искровский старостинский округ:
  - Искровка
  - Новофёдоровка
- Луганский старостинский округ:
  - Братское
  - Луганка
- Казацкий старостинский округ:
  - Александро-Марьевка
  - Зелёный Гай
  - Йосиповка
  - Казацкое
  - Ланы
- Новостародубский старостинский округ:
  - Посёлок Ингулецкое
  - Марьяновка
  - Новый Стародуб
  - Олимпиадовка
  - Фёдоровка
  - Червоноселье
- Червоноконстантиновский старостинский округ:
  - Баштино
  - Краснополье
  - Лелековка
  - Новопетровка
  - Червоноконстантиновка
- Чечелиевский старостинский округ:
  - Александровка
  - Малиновка
  - Чечелиевка